# Diario de Bucaramanga
El diario de Bucaramanga fue una obra escrita por el general de origen francés Luis Perú de Lacroix, basada en el diario escrito por él mismo durante su estadía como edecán de Simón Bolívar, entre el 1 de abril hasta el 26 de junio de 1828 en la ciudad de Bucaramanga en Colombia. Se considera un documento de gran valor biográfico, puesto que describe con detalle aspectos de la vida personal, pensamientos políticos y creencias del Libertador.

## Contexto histórico
El diario fue escrito originalmente en la época en que Bolívar se desplazó a la ciudad de Bucaramanga con el fin de permanecer cerca al desarrollo de la Convención de Ocaña, la cual fue convocada el 2 de marzo de 1828 y buscaba llevar a cabo una reforma de la constitución. Uno de los acompañantes, el cual servía como edecán siendo empleado del Estado Mayor, era Luis Perú de Lacroix, que había servido como soldado en el ejército de Napoleón y se había sumado al ejército de Bolívar en 1823 alcanzando el rango de general de brigada. Durante ese lapso de tiempo comprendido entre el 1 de abril y el 26 de junio de 1828, de Lacroix redactó un diario de todos los episodios del servicio oficial, haciendo especial énfasis en la vida privada de Bolívar.

## Edición y publicación
En 1835, encontrándose en Caracas hospedado por Francisco Rodríguez del Toro, de Lacroix lleva a cabo una corrección de la redacción original elaborando un manuscrito que llama El Diario de Bucaramanga. El mencionado manuscrito, de cuya custodia dejó encargado a Rodríguez del Toro, ocupaba tres pequeños volúmenes: el primero incluía los escritos desde el 1 de abril hasta el 1 de mayo, el segundo del 2 hasta el 25 mayo, y el tercero del 26 de mayo hasta el 26 de junio de 1828. En 1869, Fernando Bolívar, sobrino de Bolívar, basado en una copia del diario, publicó en París un apartado, en el libro Efemérides colombianas sobre Venezuela, Colombia, Ecuador que formaron en un tiempo una sola República. El libro incluye el segundo de los tres volúmenes originales del diario, el comprendido entre el 2 y 25 de mayo de 1828.
En ese tiempo se supo que Ramón de Azpurúa poseía la obra original con la rúbrica de De Lacroix y que este se ofreció a donarla a la Biblioteca Nacional de Venezuela. Al parecer este hecho no aconteció pues el compilador de la primera edición del diario publicada en 1912, el escritor colombiano Cornelio Hispano, afirma que en hasta 1912 la obra original seguía siendo parte de la herencia de Azpurúa. Hispano afirma que para la primera edición se basó en una copia del diario prestada por la Academia de Historia Venezolana, la cual comprendía los dos volúmenes correspondientes al lapso de tiempo entre el 2 de mayo y el 26 de junio de 1828, acompañados del índice del primer volumen con la redacción original de De Lacroix. En el prólogo del Diario de Bucaramanga Hispano puntualiza que los manuscritos en poder de Azpurúa eran exactos a la copia en la que se basó, confirmando con ello la fiabilidad de la información en ellos consignada.
La edición más reciente de esta publicación estuvo a cargo del Ministerio de Cultura de Venezuela en 2009.

## Tema
El manuscrito narra de manera detallada la estadía de Simón Bolívar en Bucaramanga en 1828, dejando entrever sus pensamientos políticos, creencias y diversos aspectos de su vida privada como sus alimentos preferidos, su gusto por el juego y el baile, sus costumbres de aristócrata, su relación y opinión de la masonería e incluso sus episodios de cólera.